# Дархан-Муминган
Объединённый хошун Дархан-Муминган (кит. упр. 达尔罕茂明安联合旗, пиньинь Dá'ěrhǎn Màomíng'ān liánhéqí) — хошун городского округа Баотоу автономного района Внутренняя Монголия (КНР).

## История
В 1952 году хошуны Муминган-Ци и Халха-Юици (также называемый Дархан-Ци) были объединены в Объединённый хошун Дархан-Муминган в составе аймака Уланчаб. В 1958 году из него был выделен в отдельную административную единицу Баян-Обо. В 1996 году Объединённый хошун Дархан-Муминган был переведён из состава Уланчаба в подчинение Баотоу.

## Административное деление
Объединённый хошун Дархан-Муминган делится на 7 посёлков, 3 сомона и 2 волости.